# رابطه یک‌شبه (فیلم ۲۰۱۶)
رابطه یک‌شبه (به هندی: One Night Stand)فیلمی محصول سال ۲۰۱۶ و به کارگردانی جازمین دی سوزا است. در این فیلم بازیگرانی همچون سانی لئونه، تانجو ویروانی، مدهوریما ایفای نقش کرده‌اند.